# Czech Open (florbal)
Czech Open je mezinárodní florbalový turnaj, který se koná každý rok v srpnu v Praze. Zároveň se také jedná o největší profesionální florbalový turnaj světa, kterého se účastní každoročně až 200 týmů z mnoha zemí světa. První ročník se konal již v roce 1993, tedy dříve než první ročník české ligy.
V turnaji se hraje v celkem sedmi kategoriích. Z nich jsou po třech kategoriích mužských a ženských (Elite, Pro a Open) a jedna juniorská. V elitních kategoriích hraje po osmi týmech. České týmy v nich mají garantovaný určitý počet míst, která jsou obsazena podle umístění týmů v českých soutěžích.
Nejúspěšnějším týmem v turnaji je švédský Pixbo IBK, s devíti vítězstvími v mužské a deseti v ženské elitní kategorii. Z českých mužských týmů dokázaly na turnaji zvítězit jen 1. SC Vítkovice, Tatran Střešovice a FBC Ostrava v letech 1998, 1999, 2020, 2021, 2022 a 2024. S výjimkou vítězství Tatranu v letech 2022 a 2024 tedy v letech kdy se turnaje neúčastnily nejlepší severské týmy. V ženské kategorii šestkrát zvítězil tým Děkanky (2006 až 2010 a 2012) a dvakrát Tatran Střešovice (1997 a 2004) a 1. SC Vítkovice (2020 a 2021).
Turnaj spolupořádá pražský klub Tatran Střešovice pro týmy dospělých a juniorů. Pro mladší ročníky se v červenci od roku 2004 koná související turnaj Prague Games, pro veterány pak v listopadu od roku 2006 Prague Masters.
Turnaj vznikl na základě účasti týmu Tatran Excalibur, jednoho z prvních českých florbalových oddílů, na mezinárodním turnaji v Maďarsku v roce 1992. Turnaj byl pořádán Švédy. Ti na základě maďarského turnaje usoudili, že florbal má větší potenciál v Česku, a že by se turnaj měl konat tam. Mantinely, které přivezly na turnaj, věnovali tatranskému týmu. Byly to první florbalové mantinely v Česku a mnoho let se používaly pro řadu místních turnajů, včetně právě Czech Open.

## Přehled ročníků
| Rok  | Týmů | Států | Muži Elita                      | Ženy Elita               |
| ---- | ---- | ----- | ------------------------------- | ------------------------ |
| 1993 | 43   | 5     | IKSU Innebandy                  | Kristineberg AIS         |
| 1994 | 77   | 10    | Sjöstad IF                      | Sjöstad IF               |
| 1995 | 79   | 11    | Fornudden IB                    | RA Rychenberg            |
| 1996 | 103  | 12    | Pixbo Wallenstam IBK            | RA Rychenberg            |
| 1997 | 130  | 14    | Fornudden IB                    | Tatran Střešovice        |
| 1998 | 87   | 12    | FBC Ostrava                     | Jona-Uznach Flames       |
| 1999 | 139  | 16    | Tatran Střešovice               | Nizhny Novgorod          |
| 2000 | 146  | 14    | Helsinginfors IFK               | SSV Helsinki             |
| 2001 | 167  | 18    | Pixbo Wallenstam IBK            | UHC Bern OST             |
| 2002 | 186  | 16    | Pixbo Wallenstam IBK            | Husqvarma IK             |
| 2003 | 190  | 20    | Pixbo Wallenstam IBK            | Balrog Oilers            |
| 2004 | 221  | 18    | Balrog Oilers                   | Tatran Střešovice        |
| 2005 | 215  | 16    | IBK Dalen                       | Galna Finnar             |
| 2006 | 213  | 18    | Pixbo Wallenstam IBK            | Triggers                 |
| 2007 | 224  | 19    | SSV Helsinki                    | Děkanka Tigers           |
| 2008 | 242  | 18    | Sirius IBK                      | Děkanka Tigers           |
| 2009 | 244  | 16    | IBK Dalen                       | Herbadent Tigers SJM     |
| 2010 | 244  | 16    | Pixbo Wallenstam IBK            | Herbadent SJM            |
| 2011 | 252  | 16    | IBK Dalen                       | Pixbo Wallenstam IBK     |
| 2012 | 258  | 18    | Pixbo Wallenstam IBK            | Herbadent SJM Praha 11   |
| 2013 | 269  | 18    | IBK Dalen                       | Pixbo Wallenstam IBK     |
| 2014 | 269  | 21    | IBF Falun                       | Pixbo Wallenstam IBK     |
| 2015 | 265  | 19    | Pixbo Wallenstam                | SB-Pro                   |
| 2016 | 272  | 18    | EräViikingit                    | Pixbo Wallenstam IBK     |
| 2017 | 244  | 19    | IBF Falun                       | kategorie nebyla vypsána |
| 2018 | 243  | 15    | IBF Falun                       | Pixbo Wallenstam IBK     |
| 2019 | 228  | 17    | IBF Falun                       | Pixbo Wallenstam IBK     |
| 2020 | 97   | 7     | 1. SC TEMPISH Vítkovice         | 1. SC TEMPISH Vítkovice  |
| 2021 | 110  | 7     | Tatran Střešovice               | 1. SC TEMPISH Vítkovice  |
| 2022 | 155  | 14    | Tatran Střešovice               | Pixbo Wallenstam IBK     |
| 2023 | 175  | 17    | Pixbo IBK                       | Pixbo IBK                |
| 2024 | 158  | 16    | ESA logistika Tatran Střešovice | Pixbo IBK                |

## Vítězové dalších kategorií
| Rok  | Muži Pro                 | Ženy Pro/Open                | Junioři/Under 21              |
| ---- | ------------------------ | ---------------------------- | ----------------------------- |
| 1995 | Challengers-93           |                              |                               |
| 1996 | Kirkkonummi Rangers      |                              |                               |
| 1997 | IBK Succe                |                              | Baldersnas IK                 |
| 1998 | Team 88 Konolfingen      |                              | Storvreta IK I.               |
| 1999 | Kirkkonummi Rangers      |                              | Nizhny Novgorod               |
| 2000 | Röke IBK                 |                              | SSK Future                    |
| 2001 | SSK Future               |                              | Frosta IBF                    |
| 2002 | Röke IBK                 |                              | SSK Future                    |
| 2003 | FB Topgrandma            |                              | SSK Future                    |
| 2004 | Rubene                   |                              | Tapanilan Erä                 |
| 2005 | CelTik / Lekrings        | Koo-Vee                      | SSK Future                    |
| 2006 | FBC Liberec              | Sagene Ladies                | Tatran Střešovice             |
| 2007 | Sokol Pardubice          | Sagene Ladies                | FBC Pepino Ostrava            |
| 2008 | Höpöhöpö                 | Elite Praha                  | SSK Future                    |
| 2009 | SBS Kings                | Cerna Hora                   | x3m team SSK Future           |
| 2010 | Tatran Střešovice        | Cerna Hora                   | x3m team SSK Future           |
| 2011 | AC Sparta Praha          | Chuchichäschtli              | FBC ČPP Remedicum Ostrava     |
| 2012 | RIG Umeå IBF yellow      | Elite Praha                  | BILLY BOY Mladá Boleslav      |
| 2013 | FbŠ Bohemians            | KAIS Mora UIF                | FBC ČPP Software Ostrava      |
| 2014 | 1. MVIL Ostrava          | KAIS Mora UIF                | FBC ČPP Bystroň Group Ostrava |
| 2015 | Sokol Pardubice          | Hagfors IF Ungdom            | Technology Florbal MB         |
| 2016 | Floorball Thurgau        | Tatran Střešovice            | itelligence Bulldogs Brno     |
| 2017 | RIG Umeå IBF             | Panthers Praha               | kategorie nebyla vypsána      |
| 2018 | Sokol Pardubice          | FbŠ Bohemians                | kategorie nebyla vypsána      |
| 2019 | Black Angels             | SB Limits                    | SV Wiler-Ersigen              |
| 2020 | ASK Orka Čelákovice      | TJ Sokol Královské Vinohrady | kategorie nebyla vypsána      |
| 2021 | FB Hurrican Karlovy Vary | FbŠ Bohemians B              | kategorie nebyla vypsána      |
| 2022 | RIG Umeå IBF             | TJ Sokol Královské Vinohrady | Tatran Střešovice             |
| 2023 | RIG Umeå IBF             | Crazy Girls FBC Liberec      | FAT PIPE Florbal Chodov       |
| 2024 | Florbal Vary             | Crazy Girls FBC Liberec      | SV Wiler-Ersigen              |